# هلدینگ ملی هوانوردی چین
هلدینگ ملی هوانوردی چین (انگلیسی: China National Aviation Holding) شرکت دولتی هوانوردی چینی است، که در سال ۲۰۰۲ توسط سازمان ساساک تأسیس شد.